# Nebria rubripes
Nebria (Nebria) rubripes – gatunek chrząszcza z rodziny biegaczowatych, rodzaju lesz (Nebria) i podrodzaju Nebria.

## Występowanie
Podgatunek nominatywny jest endemitem Masywu Centralnego we Francji. Endemitem francuskim jest również N. (N.) r. rousseleti, natomiast N. (N.) r. olivieri występuje również w Hiszpanii.

## Podgatunki
Wyróżnia się 3 podgatunki lub podnosi każdy z nich do rangi gatunku:
- Nebria rubripes rousseleti Ledoux & Roux, 1988
- Nebria rubripes olivieri Dejean, 1826
- Nebria rubripes rubripes Audinet-Serville, 1821